# Стависька (Нижньосілезьке воєводство)
Стависька (пол. Stawiska) — село в Польщі, у гміні Стшеґом Свідницького повіту Нижньосілезького воєводства.
Населення — 75 осіб (2011).
У 1975-1998 роках село належало до Валбжиського воєводства.

## Демографія
Демографічна структура станом на 31 березня 2011 року:
|          | Загалом | Допрацездатний вік | Працездатний вік | Постпрацездатний вік |
| -------- | ------- | ------------------ | ---------------- | -------------------- |
| Чоловіки | 37      | 9                  | 23               | 5                    |
| Жінки    | 38      | 3                  | 27               | 8                    |
| Разом    | 75      | 12                 | 50               | 13                   |